# Out to Lunch!
Albums de Eric Dolphy
Conversations
(1963) Last Date
(1964)
Out to Lunch! est le deuxième album du musicien de jazz Eric Dolphy, enregistré en février 1964 pour le label Blue Note Records. Dolphy réunit un quintette constitué du trompettiste Freddie Hubbard, du vibraphoniste Bobby Hutcherson, du contrebassiste Richard Davis et du jeune batteur Tony Williams. L'album est aujourd'hui considéré comme un des meilleurs albums du répertoire du label et plus généralement du jazz avant-gardiste des années 1960.

## Titres
L'album propose cinq compositions inédites de Dolphy. Il débute par le morceau Hat and Beard dont le titre fait référence et rend hommage au pianiste Thelonious Monk et comporte un passage rythmique remarquable entre Tony Williams et Bobby Hutcherson. Le morceau Something Sweet, Something Tender comporte un remarquable duo entre la contrebasse de Davis et la clarinette basse de Dolphy. La troisième composition intitulée Gazzelloni tire son nom d'un flutiste italien nommé Severino Gazzelloni. La deuxième face du disque LP contient deux longs morceaux pour saxophone alto : le morceau éponyme et celui intitulé Straight up and down censé évoquer le vacillement sous l'effet de l'alcool.
Le batteur Tony Williams, qui apparaît sur l'album sous le nom de Anthony Williams est seulement âgé de 18 ans lors de l'enregistrement,.
Quelques mois après l'enregistrement de cet album, Dolphy part pour une tournée européenne avec le contrebassiste Charles Mingus. Il meurt peu de temps après des suites d'un coma lié à un diabète.
| N°     | Titre                             | Compositeur | Durée |
| ------ | --------------------------------- | ----------- | ----- |
| Face 1 |                                   |             |       |
| 1.     | Hat and Beard                     | Eric Dolphy | 8:24  |
| 2.     | Something Sweet, Something Tender | Eric Dolphy | 6:02  |
| 3.     | Gazzelloni                        | Eric Dolphy | 7:22  |
| Face 2 |                                   |             |       |
| 4.     | Out to Lunch                      | Eric Dolphy | 12:06 |
| 5.     | Straight Up and Down              | Eric Dolphy | 8:19  |

## Enregistrement
Les morceaux sont enregistrés le 25 février 1964 au Rudy Van Gelder Studio situé à Englewood Cliffs (New Jersey).
| Musicien         | Instrument                            | Titre     |  | Équipe technique |                    |
| ---------------- | ------------------------------------- | --------- |  | ---------------- | ------------------ |
| Eric Dolphy      | clarinette basse flûte saxophone alto | 1,2 3 4,5 |  | Alfred Lion      | producteur         |
| Freddie Hubbard  | trompette                             | 1-7       |  | Bob Blumenthal   | liner notes        |
| Bobby Hutcherson | vibraphone                            | 1-7       |  | Reid Miles       | couverture, design |
| Richard Davis    | contrebasse                           | 1-7       |  | Rudy Van Gelder  | ingénieur du son   |
| Tony Williams    | batterie                              | 1-7       |  | Francis Wolff    | photographie       |

## Réception
Les auteurs et critiques de jazz du guide musical The Penguin Guide to Jazz décernent pour cet enregistrement une exceptionnelle « Couronne » correspondant à leur évaluation maximale.